# ميكي يانغ
ميكي يانغ (بالصينية: 楊愛瑾) هي مغنية وممثلة صينية، ولدت في 14 فبراير 1985 بهونغ كونغ البريطانية في المملكة المتحدة.

## وصلات خارجية
- ميكي يانغ على موقع IMDb (الإنجليزية)
- ميكي يانغ على موقع ميوزك برينز (الإنجليزية)
- ميكي يانغ على موقع قاعدة بيانات الفيلم (الإنجليزية)